# Perdona si te llamo amor (novela)
Perdona si te llamo amor (Scusa ma ti chiamo amore) es la tercera novela del escritor italiano Federico Moccia.

## Adaptaciones cinematográficas
- Perdona si te llamo amor (2008)

En enero de 2008 se estrenó en Italia la adaptación al cine, protagonizada por Raoul Bova y Michela Quattrociocche y dirigida por el propio Federico Moccia. En España se estrenó el 30 de abril de 2010.
- Perdona si te llamo amor (2014)

Una segunda adaptación, esta vez, española, se estrena el 20 de junio de 2014. Está protagonizada por Daniele Liotti y Paloma Bloyd y dirigida por Joaquín Llamas.

## Argumento
Alex, 37 años es un ejecutivo publicitario de éxito, atractivo, inteligente y brillante. Con ansia de conseguir una estabilidad emocional, sin embargo, es rechazado por su novia cuando le propone matrimonio. Incapaz de asumir el golpe, parece que su idílica vida comienza a desmoronarse. Precisamente en ese momento irrumpe en su camino sin previo aviso y como un vendaval Niki, una joven estudiante de 17 años que no solo consigue seducir y enamorar a Alex, sino dar un giro total en su vida.

## Enlaces
- Web española de "Perdona si te llamo amor"
- Web española de Federico Moccia

- Datos: Q3953393